# Єсей-бі
Єсе́й-бі (каз. Есей би) — село у складі Таласького району Жамбильської області Казахстану. Адміністративний центр Каратауського сільського округу.
У радянські часи село називалося Каратау.
Населення — 883 особи (2021; 1081 у 2009, 1032 у 1999, 1270 у 1989).